# Lashburn
Lashburn est une ville de la Saskatchewan au Canada.

## Géographie
La localité de Lashburn est située dans l'ouest de la province de Saskatchewan, à 35 km à l'est de la ville de Lloydminster et à 107 km à l'ouest de North Battleford.

## Histoire

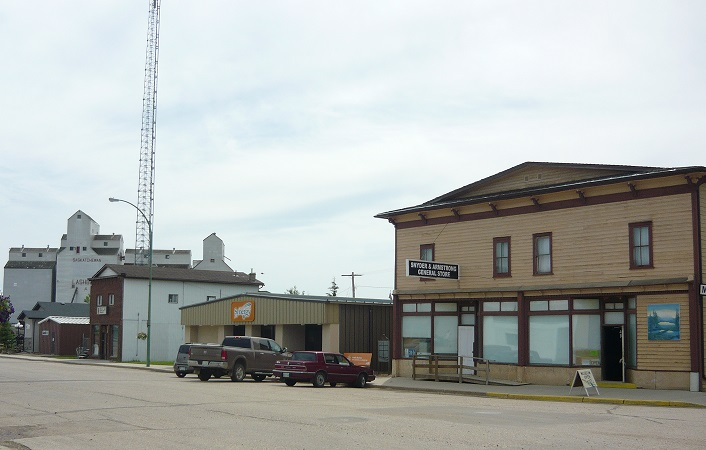
La rue principale et le musée du Centenaire.

## Démographie
| 2011 | 2016 | 2021 |
| ---- | ---- | ---- |
| 967  | 983  | 870  |